# Окуповані території
Окупо́вані терито́рії — технічний термін в міжнародному праві.

## Трактування
Відповідно до статті 42 Конвенції про закони і звичаї сухопутної війни (Гаага, 18 жовтня 1907 року), територія визнається окупованою, якщо вона дійсно знаходиться при владі ворожої армії. Окупація поширюється лише на ті області, де ця влада встановлена і в змозі проявляти свою діяльність.

## Міжнародні норми
Згідно норм міжнародного права, окупована територія юридично продовжує залишатися територією тієї держави, якій вона належала до окупації. Держава-окупант на окупованій території зобов'язана забезпечити громадський порядок і життя населення. Державі-окупанту забороняється скасовувати на зайнятій території закони, що діяли до окупації, але воно має право призупинити дію тих місцевих законів, які не відповідають інтересам безпеки окупаційної армії або окупаційної влади, а також може видавати тимчасові адміністративні акти, якщо це необхідно для підтримки громадського порядку.
Права населення на окупованій території захищені міжнародним правом незалежно від будь-яких змін в управлінні окупованою територією, ні в силу угоди, укладеної між владою окупованої території і держави-окупанта, ні в силу анексії державою-окупантом всієї або частини окупованій території.